# Еврейский музей (Хоэнэмс)
Еврейский музей в Хоэнэмсе (нем. Jüdisches Museum Hohenems, аббревиатура JMH) — региональный музей в Хоэнэмсе в австрийской федеральной земле Форарльберг. Музей посвящен еврейскому присутствию в Хоэнэмсе и прилегающих регионах. Он также охватывает диаспору и Израиль и ставит во главу угла будущее европейского иммиграционного общества.
Уничтожение еврейской общины Хоэнэмса путём изгнания и депортации (см. Антисемитизм в Австрии) и Холокост — одна из главных тем музея. Помимо региональной и глобальной истории, музей посвящён отдельным евреям и их биографиям. Каждый год музей предлагает различные временные выставки и обширную программу мероприятий.
Поскольку в Хоэнэмсе больше нет еврейской общины, передача знаний и общение в музее в основном осуществляются неевреями.

## Здание

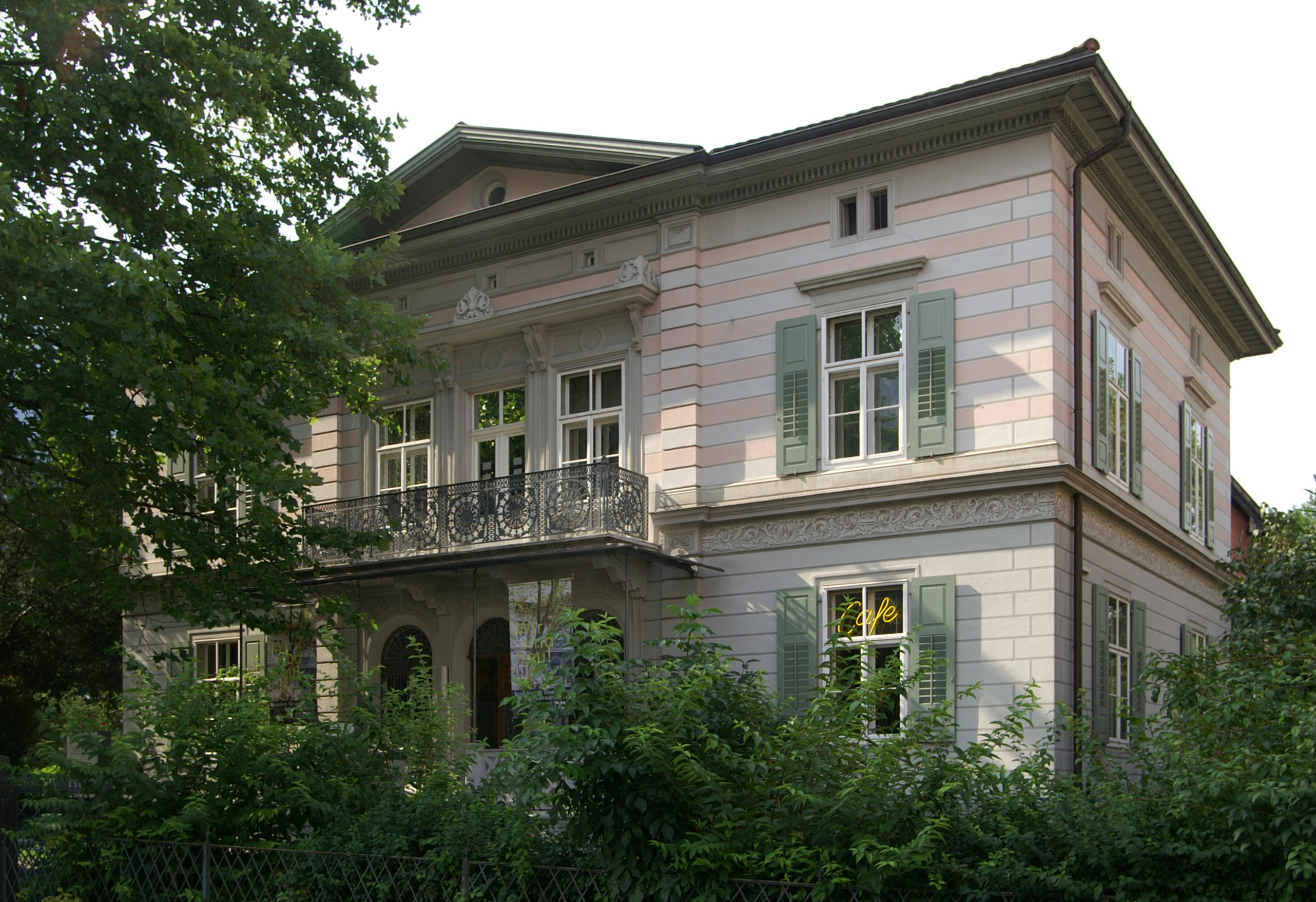
Вилла Хейманн-Розенталь

Еврейский музей в Хоэнэмсе был открыт в апреле 1991 года и расположен на вилле Хейманн-Розенталь в самом сердце бывшего еврейского квартала. Вилла семьи Розенталь была построена в 1864 году и теперь, когда на ней размещается JMH, может восприниматься как экспонат.

## История еврейской общины в Хоэнэмсе
В целях экономического стимулирования небольшого рыночного городка Хоэнэмс граф Каспар создал правовую основу для поселения еврейских семей в 1617 году. Его целью было сделать экономику Хоэнэмса процветающей благодаря еврейским торговцам, слугам, купцам и ремесленникам. Богатая община основала синагогу, школу, центр по уходу за престарелыми и бедными, и микву. Демографически община достигла своего пика в первой половине XIX века и стала центром своей диаспоры в Альпах.
Согласно австрийской конституции 1867 года, еврейским гражданам было разрешено свободно выбирать место проживания. Швейцарская конституция 1866 года предоставила им аналогичные права, поэтому многие члены еврейской общины Хоэнэмса решили мигрировать в более крупные города Австрии и Швейцарии. К 1935 году в Хоэнэмсе осталось 16 еврейских граждан. Имущество этой небольшой группы было экспроприировано муниципалитетом в 1938 году вследствие нацистского режима. В 1940 году оставшиеся еврейские граждане Хоэнэмса были рассеяны силой. Некоторые из них были депортированы в Вену, а затем помещены в концентрационные лагеря в Восточной Европе. Некоторые выжившие в концентрационных лагерях (так называемые перемещённые лица) были размещены в Хоэнэмсе французскими оккупационными силами после войны.

## Выставки

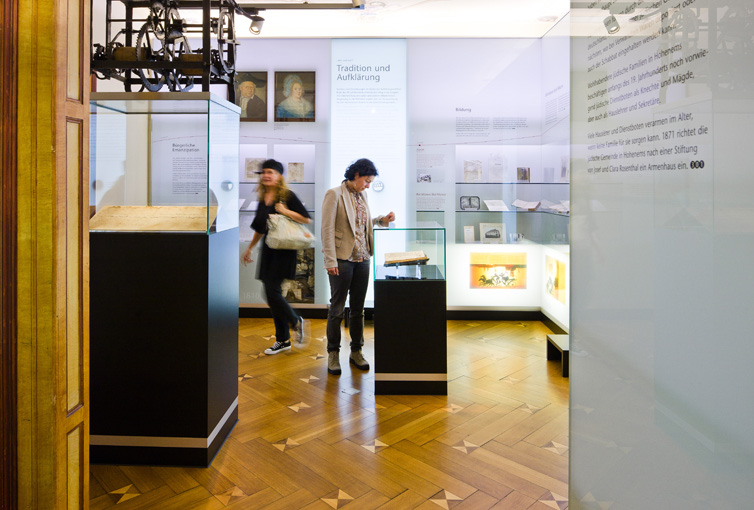
Выставка в Еврейском музее Хоэнэмса

Постоянная экспозиция «От средневековья до наших дней» была полностью переработана в 2007 году. Она фокусируется на еврейской общине с момента её зарождения в XVII веке до 1938 года и позже, ставя еврейский народ и его жизнь в центр внимания. Кроме того, есть выставка для детей.
С момента открытия музея большая коллекция предметов повседневного обихода и личных документов была создана в сотрудничестве с потомками евреев из Хоэнэмса со всего мира и за счёт многочисленных пожертвований.